# 刘集镇 (富平县)
刘集镇，是中华人民共和国陕西省渭南市富平县下辖的一个乡镇级行政单位。

## 行政区划
刘集镇下辖以下地区：
街南村、街北村、胜光村、双王村、大张村、十字村、尹村、张北村、新兴村、龙泉村、永合村、二合村、吕当村、施家村、王家村、卤泊村、西胡村、曹管村、安平村、高庙村、川河村、北甫村和黄塬村。